# Xenylla paludis
Xenylla paludis är en urinsektsart som först beskrevs av Christine D. Bacon 1914.  Xenylla paludis ingår i släktet Xenylla och familjen Hypogastruridae. Inga underarter finns listade i Catalogue of Life.